# Liaquat Pur
Liaquat Pur  (لِياقت پُور‎) é uma cidade do Paquistão localizada na província de Punjab.